# Ommoy
Ommoy település Franciaországban, Orne megyében. Lakosainak száma 109 fő (2022. január 1.). Ommoy Crocy, Le Marais-la-Chapelle, Bailleul, Fontaine-les-Bassets, Guêprei és Merri községekkel határos.

## Népesség
A település népességének változása:
| Lakosok száma | 121  | 127  | 128  | 124  | 119  | 115  | 113  | 111  | 109  |
|               | 2013 | 2015 | 2016 | 2017 | 2018 | 2019 | 2020 | 2021 | 2022 |